# Eotetranychus pamelae
Eotetranychus pamelae är en spindeldjursart som beskrevs av David C.M. Manson 1963. Eotetranychus pamelae ingår i släktet Eotetranychus och familjen Tetranychidae. Inga underarter finns listade i Catalogue of Life.